# 톰과 제리 쇼 (1975년 애니메이션)
《톰과 제리 쇼》(The New Tom and Jerry Show) Hanna Barbera와 MGM Television이 제작하고 1975-1977년에 방영된 미국 애니메이션 코미디이다.
고양이와 쥐 듀오가 일련의 모험과 혼돈을 통해 이제 친한 친구가 된 원작 톰과 제리 만화의 현대적인 속편이다.